# Cyclope (rapport)
Le rapport Cyclope est une publication annuelle de plus de 600 pages consacrée depuis 1986 au monde des matières premières, dirigée par Philippe Chalmin, professeur à l'université Paris-Dauphine et à la tête d'une équipe de 60 chercheurs qui font le bilan de l'année pour tous les grands marchés de produits de base.

## Histoire
Le rapport Cyclope est l’œuvre du cercle Cyclope, qui réunit des analystes, des universitaires, des journalistes et des négociants, afin de croiser leurs regards sur les grands marchés de produits de base. Leur « Bible annuelle des matières premières » est publiée chaque année depuis 1986. Cyclope est ensuite devenu une société d'études, spécialisée dans l'analyse des marchés mondiaux des matières premières, qui tire son nom du rapport Cyclope. Dans les années 1990, le directeur du rapport, Philippe Chalmin, est secondé par Christian de Perthuis, économiste, et Guy-André Kieffer, journaliste spécialiste des matières premières,.